# Schweizer Fussballmeisterschaft 1906/07
Die zehnte Schweizer Fussballmeisterschaft fand 1906/1907 statt. Servette FC Genève wurde 1907 zum ersten Mal Schweizer Meister.

## Modus
Die höchste Spielklasse, die Serie A, wurde in drei regionale Gruppen eingeteilt. Ein Sieg brachte 2 Punkte, ein Remis 1 Punkt ein. Der Sieger jeder Gruppe qualifizierte sich für die Finalspiele.

## Serie A Ost
| Pl. | Verein                  | Sp. | S | U | N | Tore    | Diff. | Punkte |
| --- | ----------------------- | --- | - | - | - | ------- | ----- | ------ |
| 1.  | Young Fellows Zürich    | 10  | 8 | 0 | 2 | 038:270 | +11   | 16     |
| 2.  | FC Winterthur           | 10  | 7 | 2 | 1 | 041:900 | +32   | 16     |
| 3.  | Grasshopper Club Zürich | 10  | 5 | 3 | 2 | 032:140 | +18   | 13     |
| 4.  | FC St. Gallen           | 9   | 3 | 2 | 4 | 019:180 | +1    | 08     |
| 5.  | FC Zürich               | 9   | 1 | 1 | 7 | 014:460 | −32   | 03     |
| 6.  | Blue Stars St. Gallen   | 10  | 1 | 0 | 9 | 019:490 | −30   | 02     |

### Entscheidungsspiel
|                      | Ergebnis |               |
| -------------------- | -------- | ------------- |
| Young Fellows Zürich | 3:1      | FC Winterthur |

## Serie A Zentral
| Pl. | Verein          | Sp. | S | U | N | Tore    | Diff. | Punkte |
| --- | --------------- | --- | - | - | - | ------- | ----- | ------ |
| 1.  | FC Basel        | 8   | 5 | 0 | 3 | 030:200 | +10   | 10     |
| 2.  | Old Boys Basel  | 8   | 5 | 0 | 3 | 020:180 | +2    | 10     |
| 3.  | Young Boys Bern | 8   | 4 | 0 | 4 | 021:170 | +4    | 08     |
| 4.  | FC Bern         | 8   | 4 | 0 | 4 | 016:210 | −5    | 08     |
| 5.  | FC Aarau        | 8   | 2 | 0 | 6 | 014:250 | −11   | 04     |

### Entscheidungsspiel
|          | Ergebnis |             |
| -------- | -------- | ----------- |
| FC Basel | 1:1      | FC Old Boys |

### 2. Entscheidungsspiel
|          | Ergebnis |             |
| -------- | -------- | ----------- |
| FC Basel | 4:1      | FC Old Boys |

## Serie A West
| Pl. | Verein               | Sp. | S | U | N | Tore    | Diff. | Punkte |
| --- | -------------------- | --- | - | - | - | ------- | ----- | ------ |
| 1.  | Servette Genf        | 8   | 4 | 4 | 0 | 022:110 | +11   | 12     |
| 2.  | Cantonal Neuchâtel   | 8   | 5 | 1 | 2 | 016:800 | +8    | 11     |
| 3.  | FC La Chaux-de-Fonds | 8   | 4 | 2 | 2 | 018:110 | +7    | 10     |
| 4.  | Montriond Lausanne   | 8   | 2 | 1 | 5 | 016:230 | −7    | 05     |
| 5.  | FC Genève            | 8   | 0 | 2 | 6 | 012:310 | −19   | 02     |

## Finalspiele

### Paarungen
| Datum      |                      | Ergebnis  |                      | Ort  |
| ---------- | -------------------- | --------- | -------------------- | ---- |
| 28.04.1907 | Servette Genf        | 5:1       | FC Basel             | Bern |
| 05.05.1907 | Young Fellows Zürich | 3:2       | FC Basel             | Bern |
| 12.05.1907 | Servette Genf        | 1:0 n. V. | Young Fellows Zürich | Bern |

### Schlussklassement
| Pl. | Verein               | Sp. | S | U | N | Tore    | Diff. | Punkte |
| --- | -------------------- | --- | - | - | - | ------- | ----- | ------ |
| 1.  | Servette Genf        | 2   | 2 | 0 | 0 | 006:100 | +5    | 04     |
| 2.  | Young Fellows Zürich | 2   | 1 | 0 | 1 | 003:300 | ±0    | 02     |
| 3.  | FC Basel             | 2   | 0 | 0 | 2 | 003:800 | −5    | 0      |